# Verena Altenberger

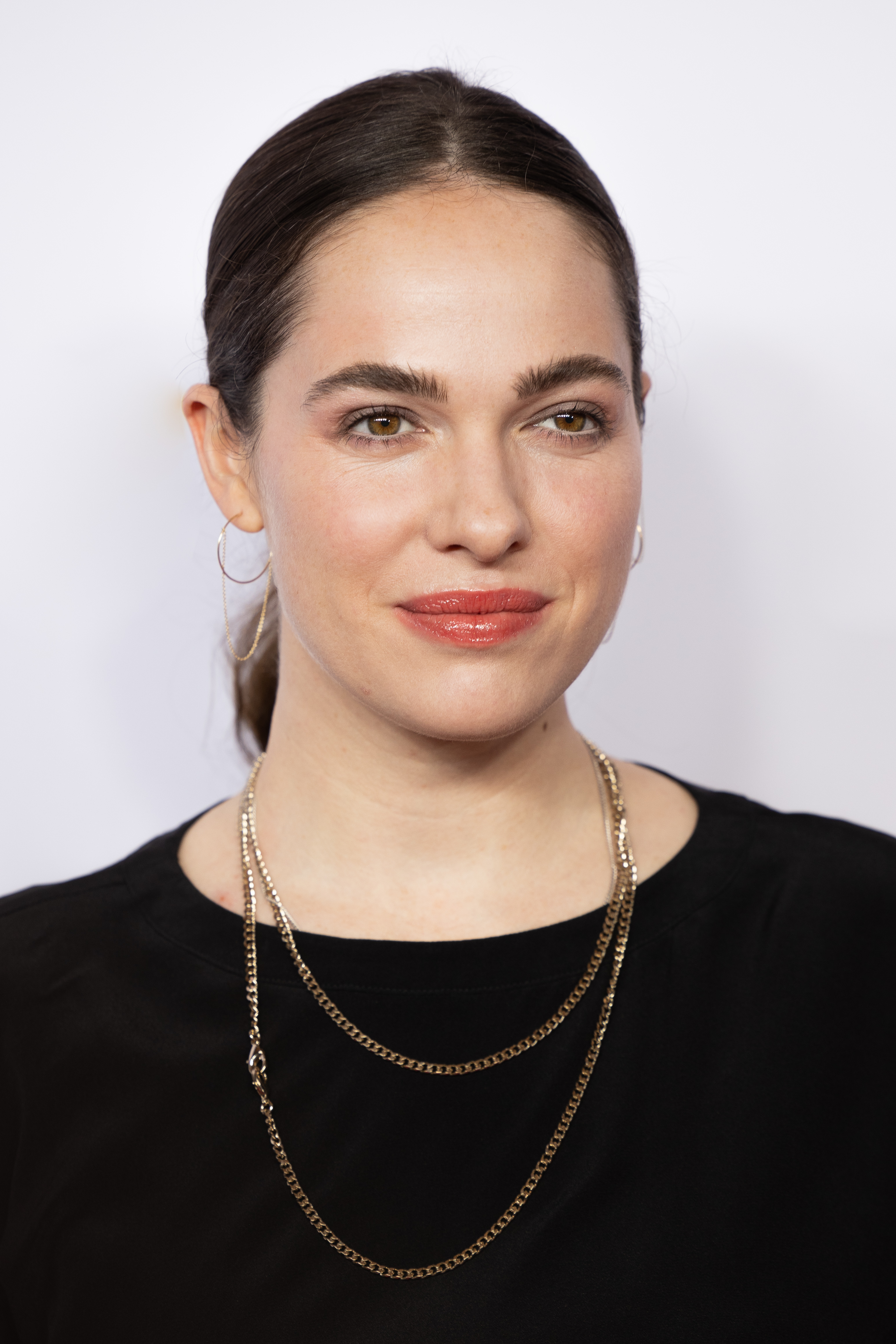
Verena Altenberger (2020)

Verena Altenberger (* 11. November 1987 in Schwarzach im Pongau) ist eine österreichische Schauspielerin.

## Leben
Verena Altenberger wuchs im Bundesland Salzburg in Dorfgastein, Hallein und Oberalm auf.  Einen Teil ihrer Jugend verbrachte sie auf Schloss Winkl, ihre Mutter war Direktorin der dortigen Landwirtschaftsschule Winklhof. Im Alter von 18 Jahren ging sie nach Wien, um Schauspiel zu studieren, und sprach zunächst am Max Reinhardt Seminar vor, wurde jedoch nicht aufgenommen. Daher begann sie ein Bakkalaureatsstudium der Publizistik- und Kommunikationswissenschaft an der Universität Wien, das sie erfolgreich beendete. Ab September 2011 studierte sie an der Musik und Kunst Privatuniversität der Stadt Wien Schauspiel und schloss im Juni 2015 erfolgreich ab.

### Theater
In der Spielzeit 2010/11 war sie Teil des Jungen Burg Ensembles am Wiener Burgtheater, an dem sie unter anderem in der Titelrolle in Alice im Wunderland, als Blanche Barrow in Bonnie und Clyde sowie als Isolde Weißhand in Tricky Love – Tristan und Isolde zu sehen war. In der Saison 2013/14 spielte sie am Burgtheater im Gestiefelten Kater die Rolle der Lore, und 2015 stand sie am Volkstheater Wien in Haben in der Rolle der Rozí auf der Bühne.
Im Jedermann bei den Salzburger Festspielen übernahm sie 2021 und 2022, an der Seite von Lars Eidinger in der Titelrolle, die Rolle der Buhlschaft.

### Film und Fernsehen
In der Fernsehserie CopStories verkörperte sie von 2013 bis 2018 die Rolle der Chantal, in Mission: Impossible – Rogue Nation hatte sie 2014 eine kurze Szene als Assistentin des Wiener Staatsoperndirektors. 2016 erhielt sie die Titelrolle in der RTL-Sitcom Magda macht das schon!, in der sie eine polnische Altenpflegerin spielt. Für ihre Rolle als Magda wurde sie 2017 für den Deutschen Comedypreis in der Kategorie Beste Schauspielerin/Bester Schauspieler nominiert.

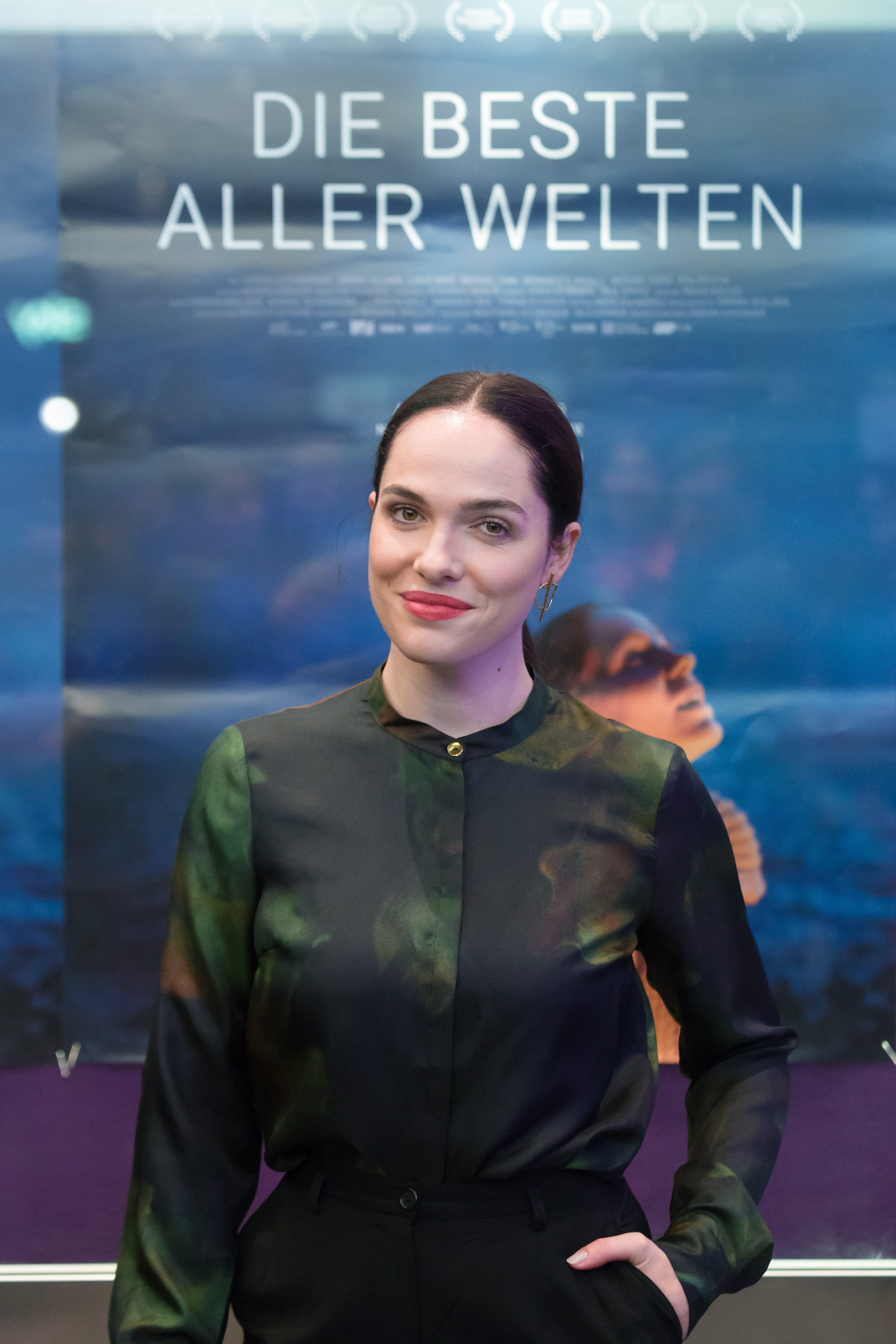
Verena Altenberger bei der Premiere von Die beste aller Welten im Gartenbaukino, Wien (2017)

Für die Hauptrolle in Die beste aller Welten wurde sie 2017 mit dem Schauspielpreis der Diagonale und als beste Schauspielerin beim Internationalen Filmfestival Moskau ausgezeichnet. In diesem Film von Adrian Goiginger verkörperte sie eine heroinabhängige Frau, die versucht, ihre Sucht zu überwinden, und vor ihrem Sohn – dargestellt von Jeremy Miliker – zu verbergen, den sie über alles liebt und dem sie die bestmögliche Mutter sein möchte. Der Film wurde auf der Berlinale 2017 uraufgeführt und dort mit dem Kompass-Perspektive-Förderpreis ausgezeichnet.
In der ServusTV-Spielfilmdoku The Makemakes in Hollywood – Auf den Spuren von The Sound of Music (2017) ist sie als Erzählerin zu hören. Im Herbst 2017 stand sie für das ORF/BR/ARTE-Drama Das Wunder von Wörgl in der Rolle der Rosa Unterguggenberger an der Seite von Karl Markovics unter der Regie von Urs Egger vor der Kamera. Anfang 2018 drehte sie unter David Schalko für M – Eine Stadt sucht einen Mörder, im April 2018 stand sie für das Historiendrama Ein Dorf wehrt sich – Das Geheimnis von Altaussee, eine Koproduktion von ZDF, ORF und Arte, vor der Kamera.
2018 folgte sie Matthias Brandt in der Kriminalfilmreihe Polizeiruf 110 nach. Mit der Folge Der Ort, von dem die Wolken kommen übernahm sie die Rolle der Münchner Ermittlerin Elisabeth „Bessie“ Eyckhoff. Im Juli 2022 gab der Bayerische Rundfunk bekannt, dass Altenberger nach ihrem sechsten Fall im Polizeiruf, der im Herbst 2022 produziert wurde, auf eigenen Wunsch aus der Serie ausscheidet, um nach neuen schauspielerischen Herausforderungen zu suchen.
In der dritten Staffel der Krimireihe SCHULD nach Ferdinand von Schirach spielte sie die Rolle der Sheryl.
Im September 2019 drehte sie an der Seite von Michael Dangl als Hans Hauser für ServusTV unter der Regie von Sascha Köllnreiter die Dokumentation Virginia – Das ungelöste Rätsel der Salzburger Mafiabraut über Virginia Hill, produziert von Adrian Goiginger und Peter Wildling. Im Arte-Fernsehkrimi Die Spur der Mörder (2019) spielte sie neben Heino Ferch als SOKO-Chefermittler Ingo Thiel die Interpol-Ermittlerin Carla Orlando. Ende 2019 stand sie für Dreharbeiten zur ORF/BR-Komödie Schönes Schlamassel von Wolfgang Murnberger an der Seite von Maxim Mehmet vor der Kamera, in der sie die fürs Judentum schwärmende Buchhändlerin Anne verkörperte. Im Februar 2019 war sie zu Gast in der Ö3-Sendung Frühstück bei mir von Claudia Stöckl und im Dezember 2019 bei Wir sind Kaiser.
Für die Produktion Märzengrund basierend auf dem gleichnamigen Theaterstück von Felix Mitterer arbeitete sie 2020 erneut mit Regisseur Adrian Goiginger zusammen. Parallel zu Märzengrund drehte sie in den Südtiroler Dolomiten die Streaming-Serie Wild Republic für MagentaTV. Für die Darstellung einer Krebskranken in Sterne unter der Stadt ließ sie sich 2021 eine Glatze rasieren. In der auf der Grazer Diagonale im Juni 2021 uraufgeführten Tragikomödie Me, We verkörperte sie die Rolle der Marie, die nach Lesbos aufbricht, um in einem NGO-Camp an der Küste ankommende Flüchtlinge erstzuversorgen.
Anfang 2024 drehte sie für den ARD/ORF-Fernsehfilm Bach – Ein Weihnachtswunder, in dem sie an der Seite von Devid Striesow als Johann Sebastian Bach dessen Ehefrau Anna Magdalena Bach verkörperte.

### Sonstiges
Im November 2021 übernahm Verena Altenberger zusammen mit dem Regisseur und Produzenten Arash T. Riahi die Präsidentschaft der Akademie des Österreichischen Films von ihrem langjährigen Vorgänger-Duo Stefan Ruzowitzky und Ursula Strauss.
Mit der Band Garish und Ina Regen nahm sie 2022 das Lied Auf den Dächern auf.
Ihre jüngere Schwester Judith Altenberger ist ebenfalls als Schauspielerin tätig, zusammen drehten sie den SWR/ORF-Fernsehfilm Gesicht der Erinnerung, in dem Judith Altenberger als ihr jüngeres Ich zu sehen ist.
2024 war sie am Cover der Juni-Ausgabe der Vogue Germany, die erstmalig als Austria Special erschien.
2025 wurde sie Botschafterin des Welternährungsprogramms der Vereinten Nationen (UN World Food Programme, WFP).

## Filmografie (Auswahl)
- 2012: SOKO Kitzbühel – Casino
- 2012: Die Lottosieger (Fernsehserie, 3 Folgen)
- 2012: Schnell ermittelt – Schuld
- 2013: Im Schleudergang – Chakalaka
- 2013: SOKO Wien – Undercover
- 2013: Tom Turbo – Das Gold der Meerjungfrau
- 2013–2018: CopStories (Fernsehserie, 17 Episoden)
- 2014: Therapie für einen Vampir
- 2014: Hart an der Grenze
- 2014: Universum History – Diplomatische Liebschaften – Die Mätressen des Wiener Kongresses
- 2015: Altes Geld – Lederhaut
- 2016: Tatort: Hundstage
- 2016: Der Hafenpastor und das Blaue vom Himmel
- 2016: Das Geheimnis der Hebamme
- 2016: Kästner und der kleine Dienstag
- 2016: Landkrimi – Drachenjungfrau
- 2016–2017: Lena Lorenz (Fernsehserie, sechs Episoden)
- 2017–2021: Magda macht das schon! (Fernsehserie)
- 2017: Die Hölle – Inferno
- 2017: Die beste aller Welten
- 2017: SOKO Köln – Die Freundin meiner Frau
- 2017: Hubert und Staller – Der letzte Tango
- 2018: Die Toten vom Bodensee – Die vierte Frau
- 2018: Die Toten von Salzburg – Zeugenmord
- 2018: Rufmord
- 2018: Das Wunder von Wörgl
- 2019: M – Eine Stadt sucht einen Mörder (Miniserie)
- 2019: Ein Dorf wehrt sich
- 2019: SCHULD nach Ferdinand von Schirach – Der Freund (Fernsehserie)
- 2019–2023: Polizeiruf 110 als Elisabeth Eyckhoff
  - 2019: Der Ort, von dem die Wolken kommen
  - 2019: Die Lüge, die wir Zukunft nennen
  - 2021: Frau Schrödingers Katze
  - 2021: Bis Mitternacht
  - 2022: Das Licht, das die Toten sehen
  - 2023: Paranoia
- 2019: Die Spur der Mörder
- 2019: Tatort: Baum fällt
- 2020: Schönes Schlamassel
- 2020: Virginia – Das ungelöste Rätsel der Salzburger Mafiabraut
- 2021: Wild Republic (Fernsehserie)
- 2021: Me, We
- 2021: Generation Beziehungsunfähig
- 2021: Hannes
- 2022: Märzengrund
- 2022: Gesicht der Erinnerung (Fernsehfilm)
- 2022: Riesending – Jede Stunde zählt (Fernsehfilm)
- 2023: Sterne unter der Stadt
- 2024: Kafka (Fernsehserie)
- 2024: Im Rosengarten
- 2024: Bach – Ein Weihnachtswunder (Fernsehfilm)
- 2025: Kein Tier. So Wild.
- 2025: Landkrimi – Acht (Fernsehreihe)
- 2025: Sturm kommt auf (Fernsehfilm)

## Auszeichnungen und Nominierungen
- Für Die beste aller Welten:
  - 2017: Diagonale – Schauspielpreis[48]
  - 2017: Internationales Filmfestival Moskau – Auszeichnung als beste Schauspielerin[49]
  - 2017: Deutscher Regiepreis Metropolis – Auszeichnung in der Kategorie Beste Schauspielerin[50]
  - 2018: Bayerischer Filmpreis 2017 – Auszeichnung als beste Nachwuchsdarstellerin[51]
  - 2018: Österreichischer Filmpreis 2018 – Auszeichnung in der Kategorie Beste weibliche Darstellerin[52][53]
  - 2018: Riverside International Film Festival 2018 – Auszeichnung als beste Schauspielerin[54]
  - 2018: Harlem International Film Festival 2018 – Auszeichnung als beste Schauspielerin[55]
  - 2018: Worldfest Houston Independent International Film Festival 2018 – Auszeichnung als beste Hauptdarstellerin[56]
  - 2018: Milan International Film Festival 2018 – Auszeichnung als beste Schauspielerin[57]
  - 2018: Hell's Half Mile Film & Music Festival Bay City, Michigan 2018 – Auszeichnung als beste Hauptdarstellerin[58]
  - 2018: Meraki Film Festival 2018 – Auszeichnung als beste Schauspielerin[59]
  - 2018: Courage Film Festival 2018 – Auszeichnung als beste Schauspielerin[60]
  - 2018: Romyverleihung 2018 – Nominierung in der Kategorie Beliebteste Schauspielerin Kino/TV-Film[61]
  - 2018: Deutscher Schauspielpreis 2018 – Nominierung in der Kategorie Schauspielerin in einer Hauptrolle[62]
- Für Magda macht das schon!
  - 2017: Deutscher Comedypreis – Nominierung in der Kategorie Beste Schauspielerin/Bester Schauspieler[63]
- Für Das Wunder von Wörgl:
  - 2019: Romyverleihung 2019 – Nominierung in der Kategorie Beliebteste Schauspielerin Kino/TV-Film[64]
- Für Sterne unter der Stadt:
  - 2023: Romyverleihung 2023 – Nominierung in der Kategorie Beliebteste Schauspielerin Film[65]
  - 2023: Filmkunstfest Mecklenburg-Vorpommern – Preis für die beste darstellerische Leistung[66]
- Sonstige:
  - 2019: Internationale Salzburgerin des Jahres[67][68]
  - 2020: Romyverleihung 2020 – Nominierung in der Kategorie Beliebteste Schauspielerin Serie/Reihe[69]
  - 2021: Romyverleihung 2021 – Nominierung in der Kategorie Beliebteste Schauspielerin Serie/Reihe[70]
  - 2021: Nestroy-Theaterpreis 2021 – Auszeichnung mit dem Publikumspreis[71]
  - 2022: Jupiter-Award – Nominierung in der Kategorie Beste Darstellerin (Kino, TV, Streaming) National für Wild Republic
  - 2022: Deutscher Schauspielpreis – Nominierung in der Kategorie Duo gemeinsam mit Camill Jammal für Polizeiruf 110: Frau Schrödingers Katze[72]
  - 2022: Festival des deutschen Films – Preis für Schauspielkunst[73]
  - 2022: Wiener Frauenpreis in der Kategorie Schauspiel[74]